# علي بن دايان
علي بين دايان هو لاعب كرة قدم مغربي، ولد في 1943.

## وصلات خارجية
- علي بين دايان على موقع أوليمبيديا (الإنجليزية)